# Трейсі Кемерон
Трейсі Кемерон  (англ. Tracy Cameron; нар.1 лютого 1975) — канадська веслувальниця, олімпійська медалістка.

## Виступи на Олімпіадах
| Олімпіада  | Дисципліна         | Місце |
| ---------- | ------------------ | ----- |
| Пекін 2008 | легка двійка парна | 3     |